# Арнульф Миланский

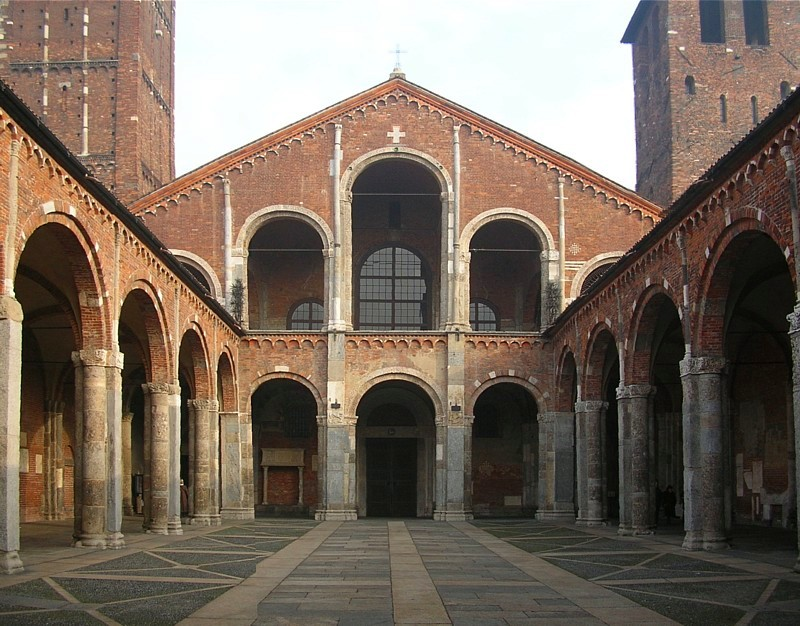
Атриум базилики Святого Амвросия в Милане, сер. XI в.

Арнульф Миланский (итал. Arnòlfo di Milano, нем. Arnulf von Mailand, лат. Arnulphus Mediolanensis; около 1000 — между 1077 и 1080) — итальянский хронист, клирик и правовед, первый городской летописец Милана, автор «Истории миланских архиепископов» (лат. Gesta Archiepiscoporum Mediolanensium).

## Биография
Происходил из аристократического миланского сословия «капитанов» (итал. capitanei) и приходился внучатым племянником архиепископу Арнульфу I (970—974).
Судя по всему, получил неплохое образование, поскольку был прекрасно знаком не только со Священным Писанием и церковным правом, но и античными классиками. Несомненно имел также доступ к церковным архивам и библиотекам Милана, материалы которых использовал в своей хронике.
Исходя из этого, принято считать, что он был представителем высшего духовенства, включавшего клириков, служивших в двух кафедральных соборах Милана, в отличие от остальных священников, имевших приходы в других церквях города. В то же время, существует альтернативная версия, согласно которой духовного сана он не имел, а служил в архиепископском суде, или даже нотариусом, что косвенно подтверждается его повышенным интересом к различным правовым вопросам. Активно выступал против клюнийской реформы, в частности, введения целибата и отмены симонии, и поддерживавших преобразования местных сторонников римской курии и движения патаренов.
Мнение некоторых исследователей о том, что его можно отождествить с диаконом Арнульфом, подписавшим в 1059 году соглашение между архиепископом Милана Гвидо да Велате, с одной стороны, и легатом римского папы Николая II Пьетро Дамиани и епископом Лукки Ансельмо да Баджио, с другой, не получило достаточных доказательств.
В 1077 году включён был в состав миланской делегации, направленной к папе Григорию VII, который, возможно, находился в то время в Каноссе, чтобы обсудить примирение между Миланом и папским престолом.
Вероятно, вскоре после возвращения из этой поездки скончался в Милане, возможно, около 1080 года.

## Сочинения
Автор «Деяний архиепископов миланских» (лат. Gesta Archiepiscoporum Mediolanensium), известных также как «Книга о недавних деяниях» (лат. Liber Gestorum Recentum, или Liber gestorum latestum), написанных на латыни между 1072 и 1077 годами.
Хроника охватывает события начиная с 925 года, когда, по мнению Арнульфа, бургундский граф Гуго Арльский стал королём Италии (в реальности это произошло в следующем 926 г.), и поставления в архиепископы Ардерика, на самом деле имевшего место в 936 году, и кончая 1077 годом. События X — начала XI веков описываются на основании городских анналов и ряда других неустановленных источников, полученных из вторых рук, начиная же с 1018 года летописец излагает события преимущественно как очевидец, пользуясь как материалами миланского городского архива, а так и привлекая в качестве источников акты римского собора 1027 года, установления, данные миланской церкви папскими легатами, и послания римских понтификов.
Созданное в эпоху политических потрясений и острых противоречий в церковной и светской жизни городской коммуны Милана, сочинение Арнульфа по своему характеру объединяет в себе городскую хронику, церковную летопись и полемический трактат. Главным содержанием его является история борьбы между высшей знатью Милана и мелкими феодалами-вальвассорами при архиепископе Арнульфе II Арсагском, последовавших противоречий среди местного духовенства из-за инвеституры и церковных реформ, а также движения патаренов под предводительством диакона Ариальдо(1010—1066).
Труд Арнульфа разделяется на пять книг. Первые три, написанные между январём 1072 и апрелем 1075 года, последовательны по содержанию, в частности, вторая из них посвящена архиепископату Ариберто да Интимиано (1018—1045), а третья — столкновениям между патаренами и противниками реформ в Милане. Книга IV, написанная в 1076 году, посвящена событиям в Милане до гибели вальвассора Эрлембальдо, одного из лидеров патаренов (лето 1075 года), а книга V и последняя, написанная летом 1077 года, заканчивается поставлением архиепископа Тебальда, событиями в Каноссе и избранием антикоролём Германии швабского герцога Рудольфа (1077).
Историю Арнульф трактует с позиций миланской знати, заинтересованной в гегемонии своего города над Северной Италией и автономии местной церкви от Рима. В частности, излагая биографию своего родственника архиепископа Арнульфа II Арсагского (998—1018), он рассказывает о конфликте его с епископом Асти Альрико, братом Ульрика Манфреда, маркграфа Турина (1006—1008), которого он отказался рукополагать из-за того, что предшественник последнего Пьетро, лояльный Милану, был ранее смещён императором Генрихом II. После того как обиженный клирик прямиком отправился в Рим, где был удостоен сана самим папой Иоанном XVIII, он отлучён был от церкви Арнульфом II, собравшим затем войско, осадившим со своими вассалами Асти и вынудившим строптивого епископа сложить с себя знаки отличия.
В то же время, описывая кровавые столкновения между миланской чернью и местными рыцарями, вспыхнувшие в 1042 году и продолжавшиеся в течение трёх лет, Арнульф не забывает отметить, что поводом для них послужило избиение вальвассором одного из плебеев, а лидером восставших стал благородный рыцарь по имени Ланцо. Изначально выступив горячим критиком реформаторов, в четвёртой и пятой книгах хроники он несколько смягчает своё мнение о церковных преобразованиях, что, вероятно, явилось следствием визита к папе Григорию в Каноссу.
Не всегда объективный в своих оценках и нестрогий к хронологии, Арнульф весьма педантичен в отношении конкретных фактов, что выгодно отличает его обстоятельное, но небольшое по своему объёму сочинение от более подробного, но местами баснословного труда его младшего современника Ландульфа Миланского-старшего (около 1085 г.). В этом плане представляет несомненный интерес описание им не только местных интриг, социальных противоречий, внутрицерковной борьбы или катастрофических городских пожаров 1071 и 1075 годов, но и военных действий, в частности, подробностей неудачной осады Милана войском императора Конрада II в мае 1037 года, несомненно, сделанное им как очевидцем.
Краткость, простота и доступность изложения материала сочетаются у Арнульфа с безупречностью языка, а анализ текста его сочинения выдаёт знакомство автора с трудами Саллюстия, Павла Орозия и Исидора Севильского. Несмотря на это, потомками его «Деяния епископов» надолго были забыты, и лишь около 1333 года их использовал миланский хронист Гальвано Фьямма, вольно цитируя в своей «Истории Милана от основания города».

## Рукописи и издания
Известно не менее 12 рукописей хроники Арнульфа, датированных XIII — началом XVIII века, но только семь из них содержат все её пять книг, остальные заключают в себе лишь I—III. Наиболее ранний из манускриптов хранится в библиотеке Эсте в Модене (MS a.Q.7.31), остальные находятся в собраниях Амброзианской библиотеки и библиотеки Тривульцио в Милане, библиотеки графов фон Шёнборн в Поммерсфельдене, Национальной библиотеки Франции в Париже и Библиотеки редких книг и рукописей Бейнеке Йельского университета в Нью-Хейвене.
Хроника Арнульфа Миланского была впервые опубликована в 1711 году в Ганновере Г. В. Лейбницем в сборнике «Scriptores Brunsvicensia illustrantes» (G. G. Leibniz. Scriptores Brunsvicensia illustrantes. Hannover, 1711—1723). Следующее её издание было подготовлено в 1723 году в Милане О. Бьянки в 4-м томе свода «Rerum Italicarum Scriptores», выпускавшегося под редакцией Л. А. Муратори.
Комментированное научное издание хроники было выпущено в 1848 году в Ганновере Л. Бетманном и В. Ваттенбахом в 8-м томе «Monumenta Germaniae Historica», а в 1994 году переиздано в новой серии того же свода под редакцией немецкого историка-медиевиста Клаудии Цей. Лучшим итальянским изданием является выпущенное в 1996 году в Болонье в серии «Источники по истории средневековой Италии» под редакцией Ирены Скаравелли.
Первый полный русский перевод, выполненный в 2012 году И. В. Дьяконовым по изданию Клаудии Цей 1994 года для сайта «Восточная литература», с предисловием и некоторыми комментариями В. Ваттенбаха, опубликован в 2020 году московским издательством «Русская панорама» в сборнике итальянских хроник из серии «MEDIÆVALIA: средневековые литературные памятники и источники». Новый русский перевод, выполненный по болонскому изданию 1996 года доцентом кафедры истории России средних веков и раннего Нового времени РГГУ Д. А. Боровковым, увидел свет в 2021 году в серии «CHRONICON» санкт-петербургского издательства «Евразия».

## Публикации
- Arnulphi Mediolanensis historiographi Rerum sui temporis Libri V // Rerum Italicarum Scriptores. Raccolta di fonti, ideata da Ludovico Antonio Muratori. — Tomus IV. — Mediolani: Typographia Societatis Palatinae in Regia Curia, 1723. — pp. 1–46.
- Arnulfi Gesta archiepiscoporum mediolanensium, hrsg. von L. C. Bethmann und Wilhelm Wattenbach // Monumenta Germaniae Historica. Scriptores (in Folio). — Tomus VIII. — Hannover, 1848. — S. 1–31.
- Arnulf von Mailand. Liber gestorum recentium, hrsg. von Claudia Zey // Monumenta Germaniae Historica. Scriptores rerum Germanicarum in usum scholarum separatim editi. — Bände LXVII. — Hannover: Hahnsche Buchhandlung, 1994. — viii, 298 s. — ISBN 3-7752-5388-2.
- Arnolfo di Milano. Liber gestorum recentium, idez. e traduz. di I. Irene Scaravelli. — Bologna: Zanichelli, 1996. — 253 p. — (Fonti per la storia dell’Italia medievale. Storici italiani dal Cinquecento al Millecinquecento ad uso delle scuole, 1). — ISBN 880817350X.
- Арнульф Миланский. Деяния архиепископов Миланских // Хроники Италии / Пер. с лат. И. В. Дьяконова. — М.: Русская панорама, 2020. — С. 28–87. — (MEDIÆVALIA: средневековые литературные памятники и источники). — ISBN 978-5-93165-439-3.
- Арнульф Миланский. Книга о недавних деяниях // Императоры Священной Римской империи в хрониках и деяниях XI—XII веков / Пер. и комм. Д. А. Боровкова. — СПб.: Евразия, 2021. — С. 122–186. — (CHRONICON). — ISBN 978-5-8071-0550-9.